# San Dorligo della Valle
San Dorligo della Valle (trong tiếng Slovenia Dolina) là một đô thị ở tỉnh Trieste trong vùng Friuli-Venezia Giulia, tọa lạc khoảng 4 km về phía đông nam của Trieste, tại biên giới với Slovenia. Tại thời điểm ngày 31 tháng 12 năm 2004, đô thị này có dân số 6.019 người và diện tích là 24.5 km². Theo điều tra dân số năm 1971, 70,5% dân số là người Slovenia
San Dorligo della Valle giáp các đô thị sau: Koper/Capodistria (Slovenia), Hrpelje-Kozina (Slovenia), Muggia (Milje), Sežana (Slovenia), Trieste (Trst).